# Cold Brook
Cold Brook es una villa ubicada en el condado de  Herkimer en el estado estadounidense de Nueva York. En el año 2000 tenía una población de 336 habitantes y una densidad poblacional de 294 personas por km².

## Geografía
Cold Brook se encuentra ubicada en las coordenadas 43°14′27″N 75°2′21″O / 43.24083, -75.03917.

## Demografía
Según la Oficina del Censo en 2000 los ingresos medios por hogar en la localidad eran de $30,455, y los ingresos medios por familia eran $33,333. Los hombres tenían unos ingresos medios de $22,500 frente a los $18,542 para las mujeres. La renta per cápita para la localidad era de $13,674. Alrededor del 10.9% de la población estaban por debajo del umbral de pobreza.